# Loudwire
Loudwire ist ein US-amerikanisches Onlinemagazin, das sich mit Unterhaltungsmusik, insbesondere mit Hard Rock und Metal befasst. Das Magazin wurde im August 2011 gestartet und gehört dem Medienunternehmen Townsquare Media.

## Inhalt
Neben Interviews und Rezensionen aktueller Alben befasst sich das Magazin stark mit der Geschichte der Musik. So werden Ranglisten von Alben und Liedern diverser Künstler veröffentlicht und Rückblicke auf die erfolgreichsten und wegweisendsten Alben publiziert. Darüber hinaus werden Musiker im Rahmen der Rubrik Wikipedia: Fact or Fiction? mit Aussagen ihrer Wikipedia-Artikel konfrontiert mit der Bitte, die Aussagen zu bestätigen bzw. zu korrigieren. Seit 2011 verleiht das Magazin die Loudwire Music Awards, bei denen die Leser des Magazins über die Gewinner abstimmen dürfen. Bei der Abstimmung im Jahre 2014 gingen über zwei Millionen Stimmen ein. Das Magazin finanziert sich ausschließlich durch Werbung. Chefredakteur ist Spencer Kaufman.

## Loudwire Music Awards

### 2011

#### Übersicht
Bei der ersten Verleihung gab es folgende Gewinner:
| - Best Metal Album: Megadeth – Th1rt3en - Best Rock Album: Within Temptation – The Unforgiving - Best Metal Song: Megadeth – Public Enemy No. 1 - Best Rock Song: Evanescence – What You Want - Best Video: Rammstein – Mein Land | - Best Artist: Evanescence - Best Live Act: Avenged Sevenfold - Rock Goddess of 2011: Sharon den Adel (Within Temptation) - Comeback of the Year: Evanescence - What the Fuck Moment of the Year: Marilyn Manson und Shia LaBeouf |

#### Nominierungen
| Best Rock Album | Best Metal Album |
| --- | --- |
| - Evanescence – Evanescence - Foo Fighters – Wasting Light - Red Hot Chili Peppers – I’m with You - Seether – Holding onto Strings Better Left to Fray - Within Temptation – The Unforgiving | - Anthrax – Worship Music - Children of Bodom – Relentless Reckless Forever - Machine Head – Unto the Locust - Mastodon – The Hunter - Megadeth – Th1rt3en                                                                         |
| Best Rock Song | Best Metal Song |
| - Avenged Sevenfold – Buried Alive - Evanescence – What You Want - Lacuna Coil – Trip the Darkness - Seether – Country Song - Sixx:A.M. – This Is Gonna Hurt                                 | - Anthrax – The Devil You Know - Machine Head – Locust - Mastodon – Curl of the Burl - Megadeth – Public Enemy No. 1 - Trivium – Built to Fall                                                                                     |
| Best Video | Best Artist |
| - Foo Fighters – Walk - Machine Head – Locust - Mastodon – Curl of the Burl - Megadeth – Public Enemy No. 1 - Rammstein – Mein Land                                                          | - Anthrax - Avenged Sevenfold - Evanescence - Foo Fighters - Machine Head - Mastodon - Megadeth - Seether - Sixx:A.M. - Within Temptation                                                                                          |
| Best Live Act | Rock Goddess |
| - Anthrax - Avenged Sevenfold - The Devil Wears Prada - Korn - Papa Roach | - Amy Lee (Evanescence) - Angela Gossow (Arch Enemy) - Cristina Scabbia (Lacuna Coil) - Sharon den Adel (Within Temptation) - Syd Doran (Valora)                                                                                   |
| Comeback | What the Fuck Moment |
| - Anthrax - Bush - Evanescence - Jane’s Addiction - System of a Down | - Courtney Love attackiert Dave Grohl - Jack White kollaboriert mit Insane Clown Posse - Marilyn Manson kollaboriert mit Shia LaBeouf - Lou Reed und Metallica veröffentlichen Lulu - Scott Weiland veröffentlicht Weihnachtsalbum |

### 2012

#### Übersicht
Bei der zweiten Verleihung gab es folgende Gewinner:
| - Best Metal Album: Lamb of God – Resolution - Best Rock Album: Marilyn Manson – Born Villain - Best Metal Song: Pantera – Piss - Best Rock Song: Three Days Grace – Chalk Outline - Best Metal Video: Machine Head – Darkness Within - Best Rock Video: Marilyn Manson – No Reflection - Best Metal Band: As I Lay Dying - Best Rock Band: Stone Sour - Best Live Act: Steel Panther | - Best New Band: Deuce - Best Vocalist: Myles Kennedy (Alter Bridge) - Best Guitarist: Slash - Best Bassist: Nikki Sixx (Mötley Crüe) - Best Drummer: Vinnie Paul (Hellyeah) - Rock Goddess of 2012: Amy Lee (Evanescence) - Rock Titan of 2012: Tony Iommi (Black Sabbath) - Most Devoted Fans: X Japan |

#### Nominierungen
| Best Rock Band | Best Metal Band |
| --- | --- |
| - Baroness - Chevelle - Dead Sara - Deftones - Halestorm - Lacuna Coil - Shinedown - Soundgarden - Stone Sour - Volbeat | - Anthrax - As I Lay Dying - Between the Buried and Me - Down - Gojira - Lamb of God - Machine Head - Napalm Death - Pig Destroyer - Testament |
| Best Rock Album | Best Metal Album |
| - Baroness – Yellow & Green - Dead Sara – Dead Sara - Deftones – Koi No Yokan - Halestorm – The Strange Case of... - Lacuna Coil – Dark Adrenaline - Marilyn Manson – Born Villain - Serj Tankian – Harakiri - Shinedown – Amaryllis - Soundgarden – King Animal - Stone Sour – House of Gold & Bones – Part 1                         | - Between the Buried and Me – The Parallax II: Future Sequence - Converge – All We Love We Leave Behind - Down – Down IV Part I - Goatwhore – Blood for the Master - Gojira – L´enfant Sauvage - High on Fire – De Vermis Mysteriis - Lamb of God – Resolution - Napalm Death – Utilitarian - Pig Destroyer – Book Burner - Woods of Ypres – Woods 5: Grey Skies & Electric Light |
| Best Rock Song | Best Metal Song |
| - Baroness – March to the Sea - Dead Sara – Weatherman - Deftones – Leathers - Halestorm – Love Bites (So Do I) - Marilyn Manson – No Reflection - Papa Roach – Still Swinging - Serj Tankian – Harakiri - Shinedown – Bully - Stone Sour – Gone Sovereign - Three Days Grace – Chalk Outline                                          | - Anthrax – I´m Alive - Between the Buried and Me – Telos - Gojira – L´enfant Sauvage - High on Fire – King of Days - Lamb of God – Ghost Walking - Machine Head – Darkness Within - Napalm Death – The Wolf I Feed - Pantera – Piss - Pig Destroyer – The Bug - Testament – True American Hate                                                                                   |
| Best Rock Video | Best Metal Video |
| - Chevelle – Hats Off to the Bull - Marilyn Manson – No Reflection - Slash – Bad Rain - The Sword – The Veil of Isis - The Used – I Come Alive | - Dethklok – I Ejaculate Fire - High on Fire – Fertile Green - Job for a Cowboy – Tarnished Gluttony - Machine Head – Darkness Within - Pig Destroyer – The Diplomat |
| Best New Artist | Best Live Act |
| - Candlelight Red - Dead Sara - Deuce - Falling in Reverse - Huntress - Kyng - Love and Death - Otherwise - Storm Corrosion - Tremonti | - Anthrax - Five Finger Death Punch - Godsmack - Gwar - Halestorm - Iron Maiden - Metallica - Slipknot - Steel Panther - Tool - Rob Zombie |
| Best Vocalist | Best Guitarist |
| - Emily Armstrong (Dead Sara) - Randy Blythe (Lamb of God) - Chris Cornell (Soundgarden) - Joe Duplantier (Gojira) - Bobby „Blitz“ Ellsworth (Overkill) - David Gold (Woods of Ypres) - Lzzy Hale (Halestorm) - Myles Kennedy (Alter Bridge) - Chino Moreno (Deftones) - Corey Taylor (Slipknot, Stone Sour)                           | - Kurt Ballou (Converge) - Herman Li (DragonForce) - Siouxsie Medley (Dead Sara) - James Root (Slipknot, Stone Sour) - Alex Skolnick (Testament) - Slash - Kim Thayil (Soundgarden) - Mark Tremonti (Alter Bridge, Tremonti) - Jacky Vincent (Falling in Reverse) - Paul Waggoner & Dustie Waring (Between the Buried and Me)                                                     |
| Best Drummer | Best Bassist |
| - Chris Adler (Lamb of God) - Matt Cameron (Soundgarden), Pearl Jam - Mario Duplantier (Gojira) - Arejay Hale (Halestorm) - Gene Hoglan (Testament, Dethklok) - Adam Jarvis (Pig Destroyer, Misery Index) - Roy Mayorga (Stone Sour) - Vinnie Paul (Hellyeah) - Barry Kerch (Shinedown) - Blake Richardson (Between the Buried and Me) | - Eric Bass (Shinedown) - Frank Bello (Anthrax) - Dan Briggs (Between the Buried and Me) - „Flea“ (Red Hot Chili Peppers) - Steve Harris (Iron Maiden) - Lemmy Kilmister (Motörhead) - Nikki Sixx (Mötley Crüe) - Wolfgang Van Halen (Van Halen, Tremonti) - D.D. Verni (Overkill) - Alex Webster (Cannibal Corpse)                                                               |
| Rock Goddess | Rock Titan |
| - Emily Armstrong (Dead Sara) - Maria Brink (In This Moment) - Angela Gossow (Arch Enemy) - Jill Janus (Huntress) - Amy Lee (Evanescence) - Cristina Scabbia (Lacuna Coil) | - Phil Anselmo (Down) - Randy Blythe (Lamb of God) - John Baizley (Baroness) - Tony Iommi (Black Sabbath) - Jesse Leach (Killswitch Engage) - Slash - Corey Taylor (Slipknot, Stone Sour) |
| Most Devoted Fans | |
| - Avenged Sevenfold - Black Veil Brides - Dir En Grey - Falling in Reverse - Iron Maiden - Metallica - Slipknot - Suicide Silence - Tool - X Japan | |

### 2013

#### Übersicht
Bei der dritten Verleihung gab es folgende Gewinner:
| - Best Metal Album: Bring Me the Horizon – Sempiternal - Best Rock Album: Skillet – Rise - Best Metal Song: Black Sabbath – God Is Dead? - Best Rock Song: Avenged Sevenfold – Hail to the King - Best Metal Video: Black Sabbath – God Is Dead? - Best Rock Video: 30 Seconds to Mars – City of Angels - Best Metal Band: Black Sabbath - Best Rock Band: Avenged Sevenfold - Best Live Act: Steel Panther | - Best New Artist: Device - Best Vocalist: Myles Kennedy (Alter Bridge) - Best Guitarist: Synyster Gates (Avenged Sevenfold) - Best Bassist: Lemmy Kilmister (Motörhead) - Best Drummer: Jeremy Spencer (Five Finger Death Punch) - Rock Goddess of 2013: Maria Brink (In This Moment) - Rock Titan of 2013: Corey Taylor (Slipknot, Stone Sour) - Most Devoted Fans: Black Veil Brides |

#### Nominierungen
In einigen Kategorien gab es mehr als zehn Nominierungen. Hier werden nur die ersten zehn Plätze in alphabetischer Reihenfolge gelistet.
| Best Rock Band | Best Metal Band |
| --- | --- |
| - Alice in Chains - Alter Bridge - Avenged Sevenfold - Clutch - Five Finger Death Punch - Halestorm - In This Moment - Korn - Pop Evil - Queens of the Stone Age | - Black Sabbath - Bring Me the Horizon - Carcass - Dream Theater - Ghost - Gorguts - Killswitch Engage - Motörhead - The Ocean - Queensrÿche |
| Best Rock Album | Best Metal Album |
| - Alice in Chains – The Devil Put Dinosaurs Here - Alter Bridge – Fortress - Avenged Sevenfold – Hail to the King - Clutch – Earth Rocker - Five Finger Death Punch – The Wrong Side of Heaven and the Righterous Side of Hell - Queens of the Stone Age – … Like Clockwork - Sevendust – Black Out of the Sun - Skillet – Rise - Stone Sour – House of Gold & Bones – Part 2 - Volbeat – Outlaw Gentlemen & Shady Ladies | - Black Sabbath – 13 - Bring Me the Horizon – Sempiternal - Carcass – Surgical Steel - Children of Bodom – Halo of Blood - Dream Theater – Dream Theater - Ghost – Infestissumam - Killswitch Engage – Disarm the Descent - Motörhead – Aftershock - The Ocean – Pelagial - Queensrÿche – Queensrÿche                                       |
| Best Rock Song | Best Metal Song |
| - A Perfect Circle – By and Down - Alice in Chains – Hollow - Alter Bridge – Addicted to Pain - Avenged Sevenfold – Hail to the King - Five Finger Death Punch – Lift Me Up - Korn – Love and Meth - Pop Evil – Trenches - Sevendust – Decay - Stone Sour – Do Me a Favor - Volbeat – Lola Montez | - Amon Amarth – Deceiver of the Gods - Black Sabbath – God Is Dead? - Bring Me the Horizon – Shadow Moses - Children of Bodom – Transference - Dream Theater – The Enemy Inside - Ghost – Year Zero - Killswitch Engage – In Due Time - Motörhead – Heartbreaker - Protest the Hero – Drumhead Trial - Queensrÿche – Where Dreams Go to Die |
| Best Rock Video | Best Metal Video |
| - Alice in Chains – Hollow - Black Label Society – Ain’t No Sunshine - Dead Sara – Lemon Scent - Escape the Fate – Ungreatful - In This Moment – Adrenalize - Korn – Never Never - Puscifer – Bohemian Rhapsody - Queens of the Stone Age – ...Like Clockworks - Stone Sour – Do Me a Favor - 30 Seconds to Mars – City of Angels                                                                                         | - Black Sabbath – God Is Dead? - The Dillinger Escape Plan – When I Lost My Bet - Ghost – Year Zero - High on Fire – Slave the Hive - Huntress – Zenith - Kvelertak – Bruane Brenn - Meshuggah – I Am Colossus - Portal – Curtain - Protest the Hero – Underbite - Toxic Holocaust – Acid Fuzz                                              |
| Best New Artist | Best Live Act |
| - Beware of Darkness - Death Division - Device - Devour the Day - Newsted - Oblivion - Palms - Philip H. Anselmo and the Illegals - Purson - Scar the Martyr | - Between the Buried and Me - Ghost - Gwar - Halestorm - Iron Maiden - Korn - Metallica - Steel Panther - Testament - Rob Zombie |
| Best Vocalist | Best Guitarist |
| - Neil Fallon (Clutch) - Josh Homme (Queens of the Stone Age) - Myles Kennedy (Alter Bridge) - Todd La Torre (Queensrÿche) - Jesse Leach (Killswitch Engage) - Papa Emeritus II (Ghost) - Laura Pleasants (Kylesa) - Oliver Sykes (Bring Me the Horizon) - Corey Taylor (Slipknot, Stone Sour) | - Jerry Cantrell (Alice in Chains) - Synyster Gates (Avenged Sevenfold) - Luke Hoskin & Tim Millar (Protest the Hero) - Tony Iommi (Black Sabbath) - John 5 (Rob Zombie) - Luc Lemay (Gorguts) - John Petrucci (Dream Theater) - James Root (Slipknot, Stone Sour) - Robin Staps (The Ocean) - Mark Tremonti (Alter Bridge, Tremonti)       |
| Best Drummer | Best Bassist |
| - Chris Adler (Lamb of God) - Matt Cameron (Soundgarden), Pearl Jam - Tommy Clufetos (Black Sabbath) - Arejay Hale (Halestorm) - Gene Hoglan (Testament) - John Longstreth (Gorguts) - Mike Mangini (Dream Theater) - Billy Rymer (The Dillinger Escape Plan) - Jeremy Spencer (Five Finger Death Punch) - Brad Wilk (Rage Against the Machine)                                                                           | - Derek Boyer (Suffocation) - Rex Brown (Kill Devil Hill) - Geezer Butler (Black Sabbath) - Paul Kelland (Ulcerate) - Lemmy Kilmister (Motörhead) - Colin Maston (Gorguts) - John Myung (Dream Theater) - Jason Newsted (Newsted) - Billy Sheehan (Mr. Big) - Jeff Walker (Carcass)                                                         |
| Rock Goddess | Rock Titan |
| - Emma Anzai (Sick Puppies) - Maria Brink (In This Moment) - Lzzy Hale (Halestorm) - Jill Janus (Huntress) - Laura Pleasants (Kylesa) | - Phil Anselmo (Down) - Randy Blythe (Lamb of God) - Tony Iommi (Black Sabbath) - Lemmy Kilmister (Motörhead) - Corey Taylor (Slipknot, Stone Sour) |
| Most Devoted Fans | |
| - Avenged Sevenfold - Black Sabbath - Black Veil Brides - Dir En Grey - Dream Theater - Five Finger Death Punch - Iron Maiden - Lamb of God - Pearl Jam - Queens of the Stone Age | |

### 2014

#### Übersicht
Bei der vierten Verleihung gab es folgende Gewinner:
| - Best Metal Album: Slipknot – .5: The Gray Chapter - Best Rock Album: Islander – Violence & Destruction - Best Metal Song: Slipknot – The Negative One - Best Rock Song: Three Days Grace – Painkiller - Best Metal Video: Slipknot – The Devil in I - Best Rock Video: Five Finger Death Punch – Wrong Side of Heaven - Best Metal Band: Slipknot - Best Rock Band: Linkin Park - Best Live Act: Linkin Park | - Best New Artist: Babymetal - Best Vocalist: Myles Kennedy (Alter Bridge) - Best Guitarist: Zakk Wylde (Black Label Society) - Best Bassist: Todd Kerns (Slash) - Best Drummer: Masked Drummer (Slipknot) - Rock Goddess of 2014: Sharon den Adel (Within Temptation) - Rock Titan of 2014: Phil Anselmo - Most Devoted Fans: X Japan |

#### Nominierungen
In einigen Kategorien gab es mehr als zehn Nominierungen. Hier werden nur die ersten zehn Plätze in alphabetischer Reihenfolge gelistet.
| Best Rock Band | Best Metal Band |
| --- | --- |
| - Avenged Sevenfold - Chevelle - Five Finger Death Punch - Foo Fighters - Godsmack - Hellyeah - Linkin Park - Pop Evil - The Pretty Reckless - Seether | - At the Gates - Behemoth - Exodus - Insomnium - Judas Priest - Mastodon - Opeth - Septicflesh - Slipknot - Triptykon |
| Best Rock Album | Best Metal Album |
| - AC/DC – Rock or Bust - Black Label Society – Catacombs of the Black Vatican - Foo Fighters – Sonic Highways - Godsmack – 1000hp - Islander – Violence & Destruction - Linkin Park – The Hunting Party - Of Mice & Men – Restoring Force - The Pretty Reckless – Going to Hell - Sixx:A.M. – Modern Vintage - Slash – World on Fire | - Allegaeon – Elements of the Infinite - Behemoth – The Satanist - Exodus – Blood In, Blood Out - Insomnium – Shadows of a Dying Sun - Judas Priest – Redeemer of Souls - Machine Head – Bloodstone & Diamonds - Mastodon – Once More ’Round the Sun - Opeth – Pale Communion - Overkill – White Devil Armory - Slipknot – .5: The Gray Chapter |
| Best Rock Song | Best Metal Song |
| - Black Label Society – My Dying Time - Bring Me the Horizon – Drown - Foo Fighters – Something from Nothing - Hellyeah – Moth - Islander – Coconut Dracula - Linkin Park – Rebellion - The Pretty Reckless – Heaven Knows - Sixx:A.M. – Stars - Slash – World on Fire - Three Days Grace – Painkiller                               | - Arch Enemy – War Eternal - Behemoth – Ora Pro Nobis Lucifer - Down – We Knew Him Well - Exodus – Salt the Wound - Judas Priest – Halls of Valhalla - Mastodon – Chimes at Midnight - Overkill – Armorist - Slayer – Implode - Slipknot – The Negative One - Steel Panther – Gloryhole                                                         |
| Best Rock Video | Best Metal Video |
| - Body Count – Talk Shit, Get Shot - Bring Me the Horizon – Drown - Five Finger Death Punch – Wrong Side of Heaven - Korn – Hater - Kyng – Electric Halo - Monster Magnet – The Duke - The Offspring – Divided by Zero/Slim Pickens - Red Fang – Crows in Swine - Royal Blood – Figure it Out - Seether – Same Damn Life             | - Behemoth – Blow Your Trumpets Gabriel - Cannibal Corpse – Kill or Become - The Devil Wears Prada – Sailor’s Prayer - Every Time I Die – Thirst - Machine Head – Now We Die - Mastodon – The Motherload - Menace – I Live with Your Ghost - Slipknot – The Devil in I - Steel Panther – Gloryhole                                              |
| Best New Artist | Best Live Act |
| - Babymetal - Crobot - Hark - Islander - Lesser Key - Menace - Nothing More - Royal Blood - Starset - With Our Arms to the Sun | - A Day to Remember - Avenged Sevenfold - Bring Me the Horizon - Five Finger Death Punch - Judas Priest - Korn - Linkin Park - Mastodon - Slipknot - Steel Panther |
| Best Vocalist | Best Guitarist |
| - Mikael Åkerfeldt (Opeth) - Chester Bennington (Linkin Park) - Sully Erna (Godsmack) - Rob Halford (Judas Priest) - Myles Kennedy (Alter Bridge) - Pete Loeffler (Chevelle) - Taylor Momsen (The Pretty Reckless) - Nergal (Behemoth) - Corey Taylor (Slipknot, Stone Sour) - Alissa White-Gluz (Arch Enemy)                        | - Fredrik Åkesson (Opeth) - DJ Ashba (Guns n’ Roses) - Brad Delson (Linkin Park) - Richie Faulkner (Judas Priest) - Richard Kruspe (Rammstein) - Paul Masvidal (Cynic) - Tom Maxwell (Hellyeah) - Slash - Zakk Wylde - Angus Young (AC/DC) |
| Best Drummer | Best Bassist |
| - Martin Axenrot (Opeth) - Fotis Benardo (Septicflesh) - Brann Dailor (Mastodon) - Taylor Hawkins (Foo Fighters) - Shannon Larkin (Godsmack) - Sam Loeffler (Chevelle) - Vinnie Paul (Hellyeah) - Zbigniew Robert „Inferno“ Prominski (Behemoth) - Ben Thatcher (Royal Blood) - Jay Weinberg (Slipknot)                              | - Spiros Antoniu (Septicflesh) - Dean Bernardi (Chevelle) - Todd Kerns (Slash) - Mike Kerr (Royal Blood) - Sean Malone (Cynic) - Martin Mendez (Opeth) - Troy Sanders (Mastodon) - Nikki Sixx (Mötley Crüe, Sixx:A.M.) - Alex Webster (Cannibal Corpse) - Tomasz „Orion“ Wroblewski (Behemoth)                                                  |
| Rock Goddess | Rock Titan |
| - Maria Brink (In This Moment) - Sharon den Adel (Within Temptation) - Lzzy Hale (Halestorm) - Carla Harvey & Heidi Shepherd (Butcher Babies) - Taylor Momsen (The Pretty Reckless) - Elize Ryd (Amaranthe) - Cristina Scabbia (Lacuna Coil) - Alissa White-Gluz (Arch Enemy)                                                        | - Phil Anselmo (Down) - Dave Grohl (Foo Fighters) - Rob Halford (Judas Priest) - Nergal (Behemoth) - M. Shadows (Avenged Sevenfold) - Nikki Sixx (Mötley Crüe, Sixx:A.M.) - Slash - Corey Taylor (Slipknot, Stone Sour) |
| Most Devoted Fans | |
| - Avenged Sevenfold - Black Veil Brides - Five Finger Death Punch - Godsmack - Judas Priest - Linkin Park - Nickelback - The Pretty Reckless - Slipknot - X Japan | |

### 2015

#### Übersicht
Bei der fünften Verleihung gab es folgende Gewinner:
| - Best Metal Album: Ghost – Meliora - Best Rock Album: Breaking Benjamin – Dark Before Dawn - Best Metal Song: Babymetal – Road of Resistance - Best Rock Song: Highly Suspect – Lydia - Best Metal Video: Slayer – Repentless - Best Rock Video: Avatar – Vultures Fly - Best Metal Band: Slipknot - Best Rock Band: Three Days Grace - Best Live Act: Babymetal | - Best New Artist: Saint Asonia - Best Vocalist: Mike Patton (Faith No More) - Best Guitarist: Mark Tremonti (Alter Bridge, Tremonti) - Best Bassist: Nameless Ghoul (Ghost) - Best Drummer: Jeremy Spencer (Five Finger Death Punch) - Rock Goddess of 2015: Maria Brink (In This Moment) - Rock Titan of 2015: Corey Taylor (Slipknot, Stone Sour) - Most Devoted Fans: Babymetal |

#### Nominierungen
In einigen Kategorien gab es mehr als zehn Nominierungen. Hier werden nur die ersten zehn Plätze in alphabetischer Reihenfolge gelistet.
| Best Rock Band | Best Metal Band |
| --- | --- |
| - Breaking Benjamin - Disturbed - Faith No More - Five Finger Death Punch - Foo Fighters - Halestorm - Papa Roach - Pop Evil - Shinedown - Three Days Grace | - Amorphis - Between the Buried and Me - Cattle Decapitation - Ghost - High on Fire - Iron Maiden - Lamb of God - Queensrÿche - Slipknot - Tribulation |
| Best Rock Album | Best Metal Album |
| - Breaking Benjamin – Dark Before Dawn - Bring Me the Horizon – That’s the Spirit - Disturbed – Immortalized - Faith No More – Sol Invictus - Five Finger Death Punch – Got Your Six - Halestorm – Into the Wild Life - Marilyn Manson – The Pale Emperor - Shinedown – Threat to Survival - Three Days Grace – Human - Tremonti – Cauterize | - Amorphis – Under the Red Cloud - Between the Buried and Me – Coma Ecliptic - Cradle of Filth – Hammer of the Witches - Ghost – Meliora - Iron Maiden – The Book of Souls - Lamb of God – VII: Sturm und Drang - Paradise Lost – The Plague Within - Periphery – Juggernaut: Alpha and Omega - Queensrÿche – Condition Human - Slayer – Repentless                                                                            |
| Best Rock Song | Best Metal Song |
| - Breaking Benjamin – Failure - Bring Me the Horizon – Throne - Disturbed – The Vengeful One - Five Finger Death Punch – Wash it All Away - Halestorm – Amen - Highly Suspect – Lydia - Marilyn Manson – The Mephistopheles of Los Angeles - Shinedown – Cut the Cord - Three Days Grace – Human Race - Tremonti – Another Heart             | - Amorphis – Death of a King - Babymetal – Road of Resistance - The Devil Wears Prada – Planet A - Ghost – Cirice - Iron Maiden – Empire of the Clouds - Lamb of God – 512 - Megadeth – Fatal Illusion - Moonspell – Medusalem - Queensrÿche – Guardian - Slayer – Repentless |
| Best Rock Video | Best Metal Video |
| - Avatar – Vultures Fly - Chris Cornell – Never Forget My Broken Heart - The Darkness – Barbarian - Disturbed – The Vengeful One - Futur User – Mountain Lion - Hellyeah – Hush - Marilyn Manson – The Mephistopheles of Los Angeles - Nothing More – Jenny - The Offspring – Coming for You - Seether – Nobody Praying for Me               | - Behemoth – The Satanist - Children of Bodom – Morrigan - Cradle of Filth – Right Wing of the Garden Triptych - The Devil Wears Prada – Planet A - Ghost – Cirice - Iron Maiden – Speed of Light - Mastodon – Asleep in the Deep - Slayer – Repentless - Slipknot – Killpop - Torche – Annihilation Affair |
| Best New Artist | Best Live Act |
| - Act of Defiance - Alkaloid - Bridge to Grace - Crypt Sermon - First Decree - God Mother - Highly Suspect - Red Sun Rising - Saint Asonia - The Temperance Movement | - AC/DC - Babymetal - Faith No More - Foo Fighters - Ghost - Halestorm - King Diamond - Lamb of God - Nothing More - Slipknot |
| Best Vocalist | Best Guitarist |
| - Randy Blythe (Lamb of God) - Benjamin Burley (Breaking Benjamin) - Bruce Dickinson (Iron Maiden) - David Draiman (Disturbed) - Papa Emeritus III (Ghost) - Lzzy Hale (Halestorm) - Tomi Joutsen (Amorphis) - Mike Patton (Faith No More) - Mlny Prsonz (Royal Thunder) - Brent Smith (Shinedown)                                           | - Zoltán Báthory & Jason Hook (Five Finger Death Punch) - Jake Bowen, Mark Holcomb & Misha Mansoor (Periphery) - Dan Donegan (Disturbed) - Josh Elmore (Cattle Decapitation) - Janick Gers, Dave Murray & Adrian Smith (Iron Maiden) - Gary Holt & Kerry King (Slayer) - Matt Pike (High on Fire) - Slash (Guns n’ Roses) - Mark Tremonti (Alter Bridge, Tremonti) - Paul Waggoner & Dustie Waring (Between the Buried and Me) |
| Best Drummer | Best Bassist |
| - Chris Adler (Lamb of God) - Mike Bordin (Faith No More) - Arejay Hale (Halestorm) - Nicko McBrain (Iron Maiden) - Mike Portnoy - Black Richardson (Between the Buried and Me) - Scott Rockenfield (Queensrÿche) - Morgan Rose (Sevendust) - Jeremy Spencer (Five Finger Death Punch) - Mike Wengren (Disturbed)                            | - Dan Briggs (Between the Buried and Me) - Shane Embury (Napalm Death) - Billy Gould (Faith No More) - Steve Harris (Iron Maiden) - Eddie Jackson (Queensrÿche) - Lemmy Kilmister (Motörhead) - Grutle Kjellson (Enslaved) - John Moyer (Disturbed) - Nameless Ghoul (Ghost) - Billy Sheehan (Mr. Big, The Winery Dogs) |
| Rock Goddess | Rock Titan |
| - Emily Armstrong & Siouxsie Medley (Dead Sara) - Maria Brink (In This Moment) - Lzzy Hale (Halestorm) - Carla Harvey & Heidi Shepherd (Butcher Babies) - Jill Janus (Huntress) - Mlny Prsonz (Royal Thunder) | - Randy Blythe (Lamb of God) - Benjamin Burnley (Breaking Benjamin) - Bruce Dickinson (Iron Maiden) - David Draiman (Disturbed) - Dave Grohl (Foo Fighters) - Lemmy Kilmister (Motörhead) - Mike Patton (Faith No More) - Papa Emeritus III (Ghost) - Mike Portnoy - Corey Taylor (Slipknot, Stone Sour) |
| Most Devoted Fans | |
| - Babymetal - Black Veil Brides - Breaking Benjamin - Bring Me the Horizon - Disturbed - Five Finger Death Punch - Foo Fighters - Iron Maiden - Lamb of God - Slipknot | |

### 2016

#### Übersicht
Bei der sechsten Verleihung gab es folgende Gewinner:
| - Best Metal Album: Babymetal – Metal Resistance - Best Rock Album: Alter Bridge – The Last Hero - Best Metal Song: Babymetal – Karate - Best Rock Song: Alter Bridge – Show Me a Leader - Best Metal Video: Ghost – Square Hammer - Best Rock Video: Disturbed – The Sound of Silence - Best Metal Band: Metallica - Best Rock Band: Alter Bridge - Best Live Act: Babymetal | - Best New Artist: Shallow Side - Best Vocalist: Axl Rose (Guns n’ Roses, AC/DC) - Best Guitarist: Slash (Guns n’ Roses) - Best Bassist: Duff McKagan (Guns n’ Roses) - Best Drummer: Mike Portnoy (diverse) - Rock Goddess of the Year: Su-Metal (Babymetal) - Rock Titan of the Year: Axl Rose (Guns n’ Roses, AC/DC) - Most Devoted Fans: Babymetal |

#### Nominierungen
In einigen Kategorien gab es mehr als zehn Nominierungen. Hier werden nur die ersten zehn Plätze in alphabetischer Reihenfolge gelistet.
| Best Rock Band | Best Metal Band |
| --- | --- |
| - A Day to Remember - Alter Bridge - Blink-182 - Deftones - Disturbed - Green Day - Pierce the Veil - Red Hot Chili Peppers - Skillet - Sum 41 | - Anthrax - Devin Townsend Project - The Dillinger Escape Plan - Gojira - Iron Maiden - Killswitch Engage - Korn - Megadeth - Meshuggah - Metallica |
| Best Rock Album | Best Metal Album |
| - A Day to Remember – Bad Vibrations - Alter Bridge – The Last Hero - Chevelle – The North Corridor - Deftones – Gore - Green Day – Revolution Radio - Red Hot Chili Peppers – The Getaway - Skillet – Unleashed - The Virginmarys – Divides - Zakk Wylde – Book of Shadows II - Rob Zombie – The Electric Warlock Acid Witch Satanic Orgy Celebration Dispenser | - Amon Amarth – Jomsviking - Anthrax – For All Kings - Babymetal – Metal Resistance - Devin Townsend Project – Transcendence - Fleshgod Apocalypse – King - Gojira – Magma - Killswitch Engage – Incarnate - Korn – The Serenity of Suffering - Megadeth – Dystopia - Meshuggah – The Violent Sleep of Reason               |
| Best Rock Song | Best Metal Song |
| - A Day to Remember – Paranoia - Alter Bridge – Show Me a Leader - Deftones – Prayers / Triangles - Disturbed – The Sound of Silence - Five Finger Death Punch – I Apologize - The Pretty Reckless – Take Me Down - Sixx:A.M. – Rise - Volbeat – The Devil’s Bleeding Crown - Zakk Wylde feat. Corey Taylor – Sleeping Dogs - Rob Zombie – Get High              | - Amon Amarth – Raise Your Horns - Anthrax – Blood Eagle Wings - Avenged Sevenfold – The Stage - Babymetal – Karate - Devin Townsend Project – Stormbending - Ghost – Square Hammer - Gojira – Silvera - Korn – Insane - Megadeth – Dystopia - Metallica – Moth into Flame                                                  |
| Best Rock Video | Best Metal Video |
| - A Day to Remember – Naitivety - Avatar – For the Swarm - Beartooth – Aggressive - Disturbed – The Sound of Silence - Five Finger Death Punch – I Apologize - John 5 and the Creatures – Making Monsters - Puscifer – The Arsonist - Shinedown – Asking for It - Sum 41 – Fake My Own Death - The Temperance Movement – White Bear                              | - Amon Amarth – At Dawn’s First Light - Anthrax – Blood Eagle Wings - Avenged Sevenfold – The Stage - Fleshgod Apocalypse – Cold as Perfection - Ghost – Square Hammer - High on Fire – The Black Plot - Korn – Insane - Megadeth – Dystopia - Periphery – Marigold - Slayer – You Against You                              |
| Best New Artist | Best Live Act |
| - Astronoid - Eight Bells - Giraffe Tongue Orchestra - Gone Is Gone - Kaleo - Prophets of Rage - Shallow Side - Stitched Up Heart - Sumerlands - Through Fire | - A Day to Remember - Amon Amarth - Babymetal - Black Sabbath - Ghost - Gojira - Guns n’ Roses - Korn - Slipknot - Rob Zombie |
| Best Vocalist | Best Guitarist |
| - Mikael Åkerfeldt (Opeth) - Jonathan Davis (Korn) - David Draiman (Disturbed) - Joe Duplantier (Gojira) - Myles Kennedy (Alter Bridge) - Jesse Leach (Killswitch Engage) - Chino Moreno (Deftones) - Greg Puciato (The Dillinger Escape Plan) - Axl Rose (Guns n’ Roses) - Devin Townsend                                                                       | - Mikael Åkerfeldt (Opeth) - John 5 - Jim Matheos (Fates Warning) - „Munky“ (Korn) - Dave Mustaine & Kiko Loureiro (Megadeth) - Eric Peterson & Alex Skolnick (Testament) - Slash (Guns n’ Roses) - Mark Tremonti (Alter Bridge, Tremonti) - Ben Weinman (The Dillinger Escape Plan, Giraffe Tongue Orchestra) - Zakk Wylde |
| Best Drummer | Best Bassist |
| - Chris Adler (Lamb of God) - Martin Axenrot (Opeth) - Travis Barker (Blink-182) - Charlie Benante (Anthrax) - Mario Duplantier (Gojira) - Tomas Haake (Meshuggah) - Mike Hannay (Anciients) - Gene Hoglan (Testament) - Bobby Jarzombek (Fates Warning) - Mike Portnoy                                                                                          | - Frank Bello (Anthrax) - David Ellefson (Megadeth) - Fat Mike (NOFX) - „Fieldy“ (Korn) - „Flea“ (Red Hot Chili Peppers) - Linus Klausenitzer (Obscura) - Duff McKagan (Guns n’ Roses) - Martin Mendez (Opeth) - John Moyer (Disturbed, Art of Anarchy) - Nikki Sixx (Sixx:A.M.)                                            |
| Rock Goddess | Rock Titan |
| - Emma Anzai (Sick Puppies) - Rosalie Cunningham (Purson) - Lzzy Hale (Halestorm) - Amy Lee (Evanescence) - Alecia „Mixi“ Demner (Stitched Up Heart) - Taylor Momsen (The Pretty Reckless) - Cristina Scabbia (Lacuna Coil) - Simone Simons (Epica) - Lacey Sturm - Su-Metal (Babymetal)                                                                         | - Billie Joe Armstrong (Green Day) - Bruce Dickinson (Iron Maiden) - David Draiman (Disturbed) - The Ghost Inside - Dave Mustaine (Megadeth) - Papa Emeritus III (Ghost) - Axl Rose (Guns n’ Roses) - Corey Taylor (Slipknot, Stone Sour) - Zakk Wylde - Rob Zombie                                                         |
| Most Devoted Fans | |
| - AC/DC - Asking Alexandria - Babymetal - Disturbed - Guns n’ Roses - Iron Maiden - Korn - Metallica - Slipknot - X Japan | |

### 2017

#### Übersicht
Bei der siebten Verleihung gab es einige Änderungen. Die Kategorien Best Rock Band und Best Metal Band wurden in Best Hard Rock Artist und Best Metal Artist umbenannt. Die Kategorien Best Rock Video, Best Metal Video, Rock Goddess of the Year und Rock Titan of the Year wurden ersatzlos gestrichen. Neu Hinzugekommen sind die Kategorien Breakthrough Artist, der Humanitarian Award, der Lemmy Award zur Ehrung des Lebenswerkes und der Courage Award. Die Preise wurden im Rahmen einer Zeremonie am 24. Oktober 2017 im Novo Theater in Los Angeles vergeben.
| - Best Metal Album: Avenged Sevenfold – The Stage - Best Hard Rock Album: Stone Sour – Hydrograd - Best Metal Song: Power Trip – Executioner’s Tax (Swing of the Axe) - Best Rock Song: I Prevail – Alone - Best Metal Artist: Avenged Sevenfold - Best Hard Rock Artist: Stone Sour - Best Live Act: Iron Maiden - Best New Artist: Greta Van Fleet - Breakthrough Artist: Beartooth | - Best Vocalist: Chester Bennington † (Linkin Park) - Best Guitarist: Zakk Wylde - Best Bassist: Steve Harris (Iron Maiden) - Best Drummer: Mario Duplantier (Gojira) - Most Devoted Fans: Babymetal - Humanitarian Award: Sammy Hagar - Lemmy Award: Rob Halford (Judas Priest) - Courage Award: Tony Iommi (Black Sabbath) |

#### Nominierungen
| Hard Rock Artist | Metal Artist |
| --- | --- |
| - In This Moment - Korn - Papa Roach - The Pretty Reckless - Starset - Stone Sour | - Avenged Sevenfold - Body Count - Code Orange - Mastodon - Metallica - Power Trip |
| Hard Rock Album | Metal Album |
| - At the Drive-In – In-ter a-li-a - Highly Suspect – The Boy Who Died Wolf - Papa Roach – Croocked Teeth - Royal Thunder – WICK - Starset – Vessels - Stone Sour – Hydrograd                | - Avenged Sevenfold – The Stage - Body Count – Bloodlust - Code Orange – Forever - Mastodon – Emperor of Sand - Metallica – Hardwired…to Self-Destruct - Power Trip – Nightmare Logic                                     |
| Hard Rock Song | Metal Song |
| - Foo Fighters – Run - Fozzy – Judas - I Prevail – Alone - Nothing More – Go to War - Of Mice & Men – Unbreakable - Starset – Monster                                                       | - Body Count – No Lives Matter - DragonForce – Ashes of the Dawn - Municipal Waste – Amateur Sketch - Obituary – Sentence Day - Pallbearer – I Saw the End - Power Trip – Executioners Tax (Swing of the Axe)             |
| Best Live Band | Most Dedicated Fans |
| - Amon Amarth - Anthrax - Behemoth - The Dillinger Escape Plan - Frank Carter and the Rattlesnakes - Iron Maiden                                                                            | - Babymetal - Blink-182 - Halestorm - I Prevail - Iron Maiden - Rammstein |
| Breakthrough Band | Best New Artist |
| - Avatar - Beartooth - Bloodclot - Frank Carter and the Rattlesnakes - King Woman - Royal Thunder                                                                                           | - Black Map - Cover Your Tracks - Ded - Gone Is Gone - Greta Van Fleet - Zeal & Ardor |
| Best Vocalist | Best Guitarist |
| - Chester Bennington (Linkin Park) - Maria Brink (In This Moment) - Bruce Dickinson (Iron Maiden) - Myles Kennedy (Alter Bridge) - Mlny Parsonz (Royal Thunder) - Corey Taylor (Stone Sour) | - Tosin Abasi (Animals as Leaders) - Synyster Gates & Zacky Vengeance (Avenged Sevenfold) - Brent Hinds & Bill Kelliher (Mastodon) - Dave Mustaine & Kiko Loureiro (Megadeth) - Mark Tremonti (Alter Bridge) - Zakk Wylde |
| Best Drummer | Best Bassist |
| - Charlie Benante (Anthrax) - Brann Dailor (Mastodon) - Mario Duplantier (Gojira) - Tomas Haake (Meshuggah) - Matt Greiner (August Burns Red) - Vinnie Paul (Hellyeah)                      | - Frank Bello (Anthrax) - Derek Boyer (Suffocation) - Rex Brown - Matt Freeman (Rancid) - Steve Harris (Iron Maiden) - Mike Kerr (Royal Blood)                                                                            |